# Tvärbindning

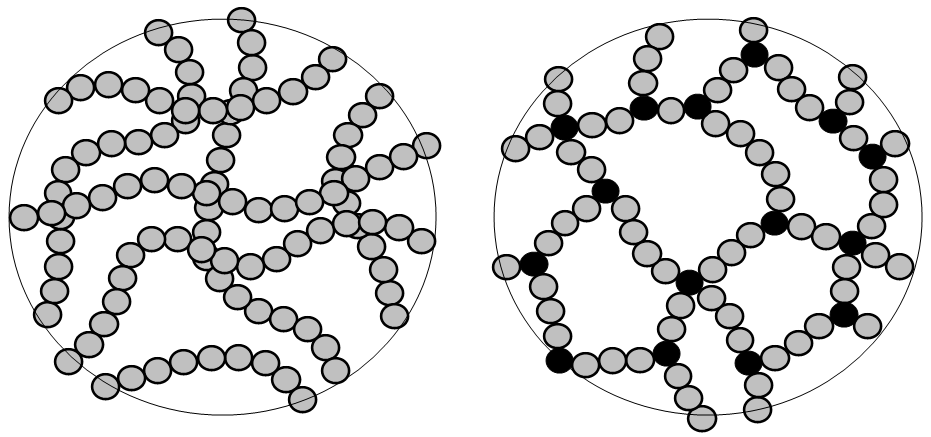
Polymerer före och efter tvärbindning skett.

Vid tvärbindning binds polymerer, molekylkedjor, ihop till tredimensionella nätverk, med kovalenta bindningar eller jonbindningar och polymererna kan vara antingen syntetiska polymerer eller naturliga polymerer (såsom proteiner). Man talar här även om "förnätning".

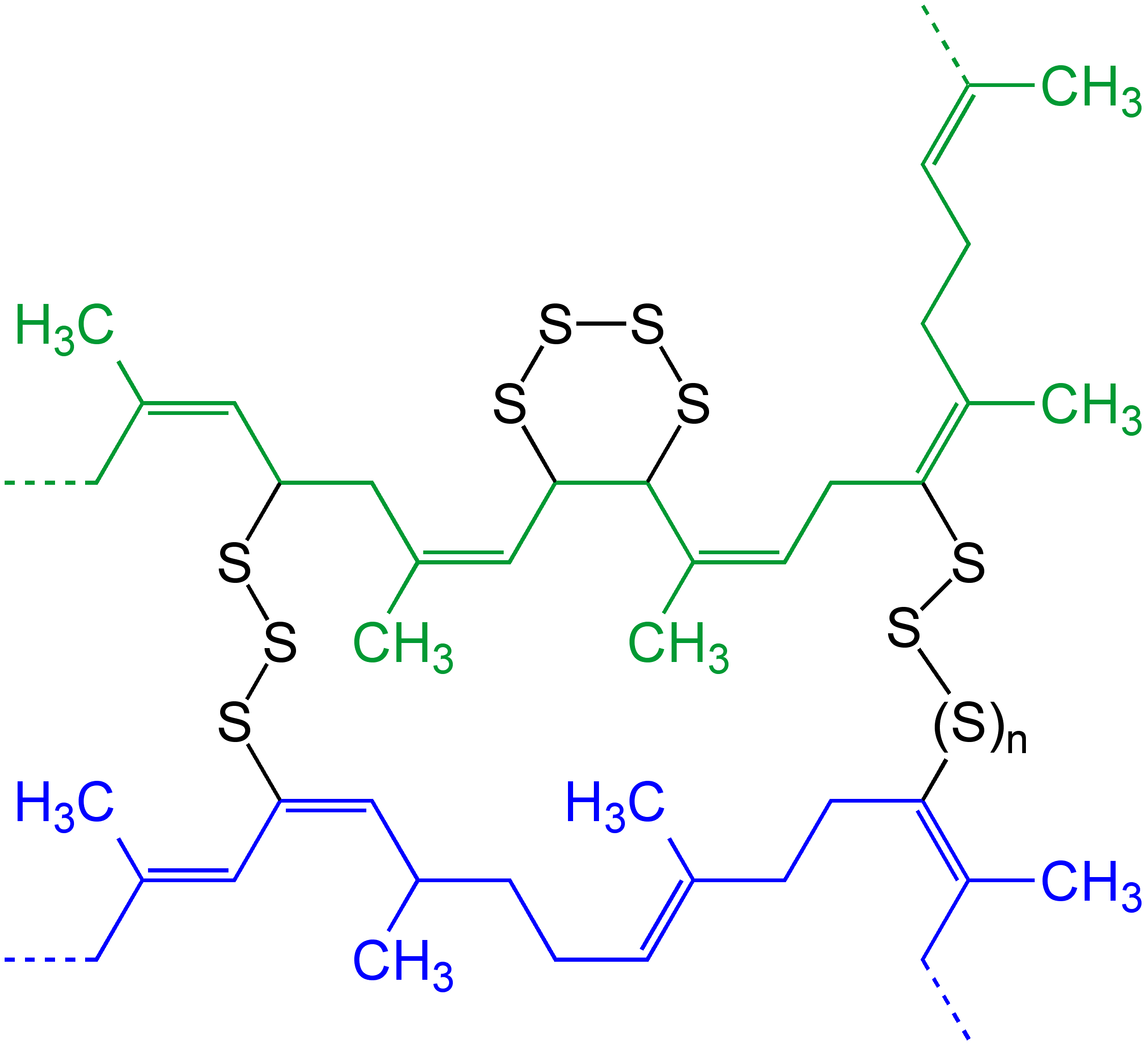
Vulkanisering är ett exempel på tvärbindning. Schematisk presentation av två "polymerkedjor" (blå och grön) tvärbundna efter vulkanisering av naturgummi med svavel (n = 0, 1, 2, 3, ...).

Det är en form av härdning, där det tvärbundna ämnet får ökad hållbarhet. Ett exempel på detta är härdplast, som efter härdning inte längre är smältbart, på grund av tvärbindningarna i materialet.
När "tvärbindning" används inom det biologiska området, hänvisar det till användningen av en sond för att länka samman proteiner för att kontrollera protein-protein-interaktioner, såväl som andra kreativa tvärbindningsmetoder.
Även om termen används för att hänvisa till "bindning av polymerkedjor" för båda vetenskaperna, varierar graden av tvärbindning och specificiteterna för tvärbindningsmedlen mycket.

## Syntetiska polymerer

Kemiska reaktioner förknippade med tvärbindning av torkande oljor, processen som producerar linoleum.

Tvärbindning inhåller i allmänhet kovalenta bindningar som förenar två polymerkedjor. Termen härdning hänvisar till tvärbindning av härdplaster, som omättad polyester och epoxiharts och termen vulkanisering används typiskt för gummin. När polymerkedjor tvärbinds blir materialet styvare. De mekaniska egenskaperna hos en polymer beror starkt på tvärbindningsdensiteten. Låga tvärbindningsdensiteter ökar polymersmältornas viskositet. Mellanliggande tvärbindningsdensiteter omvandlar gummiartade polymerer till material som har elastomera egenskaper och potentiellt höga hållfastheter. Mycket höga tvärbindningsdensiteter kan göra att material blir mycket styva eller glasiga, som fenol-formaldehydmaterial.

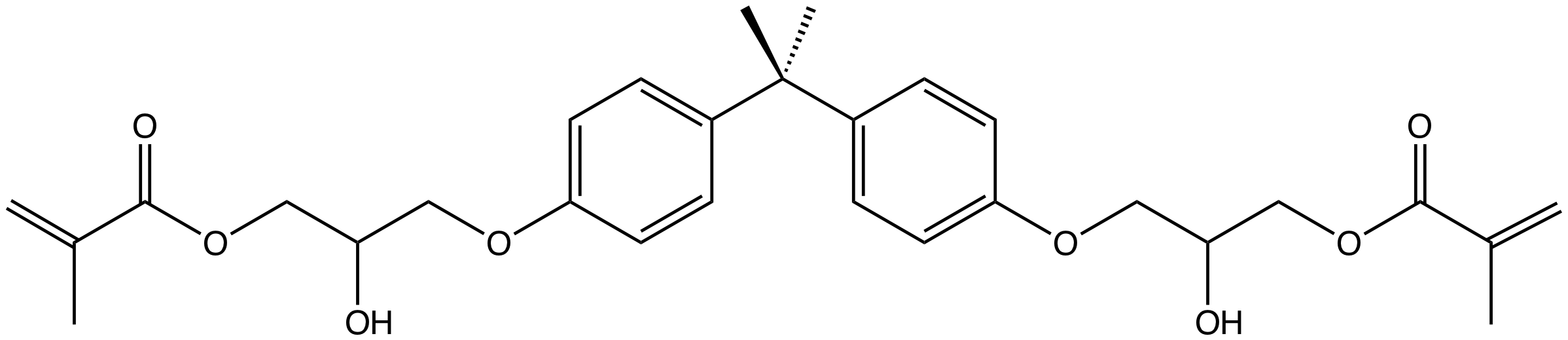
Typiskt vinylesterharts härlett från bisfenol A diglycidyleter. Friradikalpolymerisation ger en starkt tvärbunden polymer.

Vid användning behandlas opolymeriserat eller delvis polymeriserat harts med ett tvärbindningsreagens. Vid vulkanisering är svavel tvärbindningsmedlet. Dess introduktion ändrar gummi till ett styvare, hållbart material till exempel bil- och cykeldäck. Denna process kallas ofta svavelhärdning. I de flesta fall är tvärbindning irreversibel, och det resulterande värmehärdande materialet kommer att brytas ned eller brinna om det upphettas utan att smälta. Kemiska kovalenta tvärbindningar är stabila mekaniskt och termiskt. Därför kan tvärbundna produkter som bildäck inte lätt återvinnas.
En klass av polymerer känd som termoplastiska elastomerer förlitar sig på fysiska tvärbindningar i dess mikrostruktur för att uppnå stabilitet, och används i stor utsträckning i icke-däcktillämpningar, som snöskoterbanor och katetrar för medicinskt bruk. De erbjuder ett mycket bredare spektrum av egenskaper än konventionella tvärbundna elastomerer eftersom de domäner som fungerar som tvärbindningar är reversibla, så att de kan omvandlas genom värme. De stabiliserande domänerna kan vara icke-kristallina (som i styren-butadien-segmentsampolymerer) eller kristallina som i termoplastiska sampolyestrar.

Föreningen bis(trietoxisilylpropyl)tetrasulfid är ett tvärbindningsmedel: siloxigrupperna länkar till kiseldioxid och polysulfidgrupperna vulkaniserar med polyolefiner.

Alkydemaljer, den dominerande typen av kommersiell oljebaserad färg, härdar genom oxidativ tvärbindning efter exponering för luft.

### Fysiska tvärbindningar
I motsats till kemiska tvärbindningar bildas fysikaliska tvärbindningar av svagare interaktioner. Till exempel natriumalginatgeler vid exponering för kalciumjoner, som bildar jonbindningar som överbryggar alginatkedjor. Polyvinylalkoholgeler vid tillsats av borax genom vätebindning mellan borsyra och polymerens alkoholgrupper. Andra exempel på material som bildar fysiskt tvärbundna geler är gelatin, kollagen, agaros och agar-agar. 

## Mätning av tvärbindingsgrad
Tvärbindning mäts ofta med svällningstester. Det tvärbundna provet placeras i ett bra lösningsmedel vid en specifik temperatur, och antingen ändringen i massa eller ändringen i volym mäts. Ju mer tvärbindning, desto mindre svällning kan uppnås. Baserat på graden av svällning, Florys interaktionsparameter (som relaterar lösningsmedelsinteraktionen med provet) och lösningsmedlets densitet, kan den teoretiska tvärbindningsgraden beräknas enligt Florys nätverksteori.
Två ASTM-standarder används vanligtvis för att beskriva graden av tvärbindning i termoplaster. I ASTM D2765 vägs provet, placeras sedan i ett lösningsmedel under 24 timmar, vägs igen medan det är svällt, torkas sedan och vägs en sista gång. Graden av svällning och den lösliga delen kan beräknas. I en annan ASTM-standard, F2214, placeras provet i ett instrument som mäter höjdförändringen i provet, vilket gör att användaren kan mäta volymförändringen. Tvärbindningsdensiteten kan sedan beräknas. 

## I biologi

Idealiserad struktur av lignin, en starkt tvärbunden polymer som är det huvudsakliga strukturella materialet i många växter.

### Lignin
Lignin är en starkt tvärbunden polymer som utgör det huvudsakliga strukturella materialet i högre växter. Ett hydrofobt material, det härrör från prekursormonolignoler. Heterogenitet uppstår från mångfalden och graden av tvärbindning mellan dessa lignoler.

### I DNA

HNl (bis(2-kloretyl)etylamin), ett DNA-tvärbindare. Liksom de flesta tvärbindare har denna molekyl två reaktiva grupper.

Intrasträngad DNA-tvärbindning har starka effekter på organismer eftersom dessa lesioner stör transkription och replikation. Dessa effekter kan användas på ett bra sätt (mot cancer) eller så kan de vara dödliga för värdorganismen. Läkemedlet cisplatin fungerar genom bildning av intrasträngtvärbindningar i DNA. Andra tvärbindningsmedel är senapsgas, mitomycin och psoralen.

### Proteiner
I proteiner är tvärbindningar viktiga för att generera mekaniskt stabila strukturer som hår och ull, hud och brosk. Disulfidbindningar är vanliga tvärbindningar. Bildning av isopeptidbindningar är en annan typ av proteintvärbindning.
Processen att applicera en permanent våg i hår involverar brytning och reformering av disulfidbindningar. Typiskt används en merkaptan såsom ammoniumtioglykolat för brytningen. Efter detta krullas håret och "neutraliseras" sedan. Neutralisatorn är vanligtvis en sur lösning av väteperoxid, som gör att nya disulfidbindningar bildas, vilket permanent fixerar håret till sin nya konfiguration.
Komprometterat kollagen i hornhinnan, ett tillstånd som kallas keratokonus, kan behandlas med klinisk tvärbindning. I biologiska sammanhang kan tvärbindning spela en roll vid åderförkalkning genom avancerad glykeringsslutprodukter (AGEer), som har medverkat till att inducera tvärbindning av kollagen, vilket kan leda till vaskulär stelning.

#### Forskning
Proteiner kan också tvärbindas artificiellt med användning av småmolekylära tvärbindare. Detta tillvägagångssätt har använts för att belysa protein-protein-interaktioner. Tvärbindare binder endast ytrester i relativt nära närhet i det naturliga tillståndet. Vanliga tvärbindare inkluderar imidoestertvärbindaren dimetylsuberimidat, N-hydroxisuccinimid-estertvärbindaren BS3 och formaldehyd. Var och en av dessa tvärbindare inducerar nukleofil attack av aminogruppen av lysin och efterföljande kovalent bindning via tvärbindaren. Karbodiimidtvärbindaren EDC med noll längd fungerar genom att omvandla karboxyler till aminreaktiva isourea-mellanprodukter som binder till lysinrester eller andra tillgängliga primära aminer. SMCC eller dess vattenlösliga analog, Sulfo-SMCC, används vanligtvis för att framställa antikropphaptenkonjugat för antikroppsutveckling.
En in vitro tvärbindningsmetod är PICUP (fotoinducerad tvärbindning av omodifierade proteiner). Typiska reagenser är ammoniumpersulfat (APS), en elektronacceptor, fotosensibilisatorn tris-bipyridylrutenium (II) katjon ([Ru(bpy)3] 2+). I in vivo tvärbindning av proteinkomplex odlas celler med fotoreaktiva diazirinanaloger till leucin och metionin, som är inkorporerade i proteiner. Vid exponering för ultraviolett ljus aktiveras diazirinerna och binder till interagerande proteiner som finns inom några få ångströms av den fotoreaktiva aminosyraanalogen (UV-tvärbindning).